# Anthomastus fisheri
Anthomastus fisheri is een zachte koraalsoort uit de familie Alcyoniidae. De koraalsoort komt uit het geslacht Anthomastus. Anthomastus fisheri werd in 1952 voor het eerst wetenschappelijk beschreven door Bayer. 